# Cehețel
Cehețel (węg. Csehétfalva) – wieś w Rumunii, w okręgu Harghita, w gminie Șimonești. W 2011 roku liczyła 126 mieszkańców.